# Habitatge a la plaça del Bisbe Badia, 6 (Isona)
L'Habitatge a la plaça del Bisbe Badia, 6 és un edifici de Isona i Conca Dellà (Pallars Jussà) inclòs a l'Inventari del Patrimoni Arquitectònic de Catalunya.

## Descripció
Es tracta d'un habitatge unifamiliar de tres pisos d'alçada que dona sobre la plaça. El portal, situat al passatge, és adovellat (dovelles regulars). Sostre amb bigues de fusta i revoltons. Sobre la clau de la dovella hi ha gravat un escut i la data 1651.